# Manuel Rodrigues (político)
Manuel Rodrigues dos Santos (Cariré, 15 de outubro de 1925 — Brasília, 17 de novembro de 1975) foi um perito contábil, empresário e político brasileiro, outrora deputado federal pelo Ceará.

## Dados biográficos
Filho de Quirino Rodrigues dos Santos e Ana Rodrigues dos Santos. Em 1948 formou-se em Contabilidade pela Escola de Comércio Dom José em Sobral, estreou na política ao eleger-se deputado estadual em 1962 e a seguir foi eleito deputado federal pela ARENA em 1966, 1970 e 1974. Falecido em pleno exercício do mandato vítima de enfarte, foi sucedido por Jonas Carlos.
Com a morte do paraibano Petrônio Figueiredo em 13 de setembro de 1975, a Câmara dos Deputados aprovou um decreto legislativo instituindo um pecúlio em favor dos familiares de deputados federais mortos durante o mandato, benefício do qual à família de Manuel Rodrigues foi a primeira beneficiada.